# Corydalis micrantha
Corydalis micrantha är en vallmoväxtart som först beskrevs av Georg George Engelmann och Samuel Frederick Gray, och fick sitt nu gällande namn av Samuel Frederick Gray. Corydalis micrantha ingår i släktet nunneörter, och familjen vallmoväxter.

## Underarter
Arten delas in i följande underarter:
- C. m. australis
- C. m. micrantha
- C. m. texensis